# Karolina Utriainen
Karolina Utriainen (eigentlich Hilda Karoliina Utriainen, nach ihrer Heirat Karoliina Väänänen, * 30. Juni 1843 in Vesamäki, Finnland; † 14. Juli 1929 in Keitele) war eine finnische Laienpredigerin und Visionärin.

## Zeitumstände
Mitte des 19. Jahrhunderts setzte in Finnland eine nationale Erweckungsbewegung ein. Der Pietismus ergriff eher das Bürgertum, während der Bauer Paavo Ruotsalainen (1777–1852) die religiöse Erneuerung in die Landbevölkerung trug. Diese Vorbedingungen ermöglichten die starke Wirkung Karolina Utriainens. Diese Bedeutung einer Frau als Prediger ist umso bemerkenswerter, als in Finnland selbst promovierte Theologinnen erst nach 1954 als Pfarrerinnen zugelassen wurden.

## Leben

### Kindheit
Karolina Utriainen war das jüngste Kind einer armen Tagelöhnerfamilie. Ihr Vater Paavo Utriainen, der auch als Fischer arbeitete, war ortsbekannt als Alkoholiker, oft war sein Bauernhaus voller Betrunkener. Dennoch war die Familie von großer Frömmigkeit geprägt. Karolinas Mutter hieß mit Geburtsnamen Anna Reetta. Karolina Utriainen war als Neugeborene so schwach, dass sie die Nottaufe erhielt.
Das Lesen lernte Karolina mit einem Katechismus. Als Kind musste sie aufgrund des Alkoholismus ihres Vaters oft turbulente Situationen ertragen. Sie war von Schuldgefühlen und der Angst vor der Höllenstrafe belastet, wie sie später berichtete, insbesondere, nachdem ihre Spielgefährtin Emma und ihr Bruder starben, als sie etwa neun Jahre alt war. In dieser Situation brach sie psychisch zusammen und war zwei Wochen lang bettlägerig. Am Ende dieser Zeit fiel sie das erste Mal in einen Zustand der Bewusstlosigkeit, in dem sie eine Vision erlebte und zu predigen begann. Jahre später schrieb sie ihren „Traum“, wie sie es nannte, nieder: Das Lamm gab ihr ein Buch mit goldenen Buchstaben und befahl ihr, das Evangelium des Friedens zu verkünden. Diese Wahrnehmung war möglicherweise von John Bunyans Pilgerreise zur seligen Ewigkeit beeinflusst und hatte die Form eines Berufungserlebnisses. Allein diese Vision wurde später in 16facher Auflage veröffentlicht.

### Verlauf der Bewusstseinsveränderungen
Die Bewusstseinsveränderungen wiederholten sich fortan, erst zu unregelmäßigen Zeitpunkten, Jahre später stets um 5 Uhr morgens, zur Zeit der Morgenandacht. Vor jeder Predigt trat Karolina Utriainen in eine Art Vorbereitungsphase ein, die 10 bis 15 Minuten dauerte. Dabei spürte sie den Zwang, sich auf einen Begriff zu konzentrieren, beispielsweise die Buße oder eine Meditation über die Liebe Gottes. Dann setzte sie sich im Bett auf. Ihre Haut bekam rote Flecken, die Augen begannen zu glänzen, ihr Gesicht erbleichte, sie schloss die Augen und zitterte leicht. Ihre Rechte bewegte sie so, als ob sie ein riesiges Buch umblättern würde, aus dem sie bei den meisten Anfällen meinte, vorzulesen. Während dieser Phase versammelten sich die Zuhörer und sangen Kirchenlieder. Die anschließenden Predigten selbst dauerten etwa eine Stunde. Sie wurden manchmal durch Lieder der Zuhörer unterbrochen. Utriainen hielt ihre Predigten wild gestikulierend, der Inhalt war apokalyptisch. Sie sprach deutlich und aufgeregt und, rief zu Umkehr und Buße auf, sagte das Jüngste Gericht voraus und bekam Visionen. Ihre Beine waren dabei steif und unbeweglich. Ihre Haut war schweißbedeckt. Auf Nadelstiche und ähnliche Schmerzreize reagierte sie nicht. Nach diesen Anfällen konnte sie sich nur selten an das von ihr Gepredigte erinnern, wobei auch nur wenige Einzelheiten in ihrem Gedächtnis haften geblieben waren.

### Auswirkungen der Predigten
Die Eltern betrachteten die Bewusstseinsveränderungen als Krankheit und versuchten erfolglos, Karolina Utriainen mit „magischen Kräften“ zu heilen. Eine steigende Zahl an Personen, schließlich auch aus anderen Teilen Finnlands, besuchte das „Wunderkind von Vesamaki“, wie sie nun apostrophiert wurde, in diesem als visionär betrachteten Zustand. Dies stärkte die Erweckungsbewegung in Nordostfinnland. Insbesondere hatten ihre Bußpredigten vor allem in ihrer Heimat die Abkehr zahlreicher Familien, sogar ganzer Dörfer, vom Alkoholgenuss zur Folge.

### Ehe
Am 10. Oktober 1864 heiratete Karolina Utriainen den reichen Gutsbesitzer Taavetti Väänänen, die Hochzeitspredigt hielt sie in der üblichen Weise und zur üblichen Zeit selbst. Danach lebte sie als Hausfrau auf dem großen Hof in Kuopio in Ostfinnland und wurde Mutter von vier Kindern, sie durfte aber ausgedehnte Reisen durch ganz Finnland unternehmen. Schlafpredigten hielt sie sogar in engem zeitlichen Zusammenhang mit der Geburt zweier ihrer Kinder, einmal kurz vorher, einmal kurz danach.
1893 starb Taavetti Väänänen.

### 20.000 Schlafpredigten
1912 wurden einige von Karolina Utriainens Predigten per Tonträger aufgenommen.
So hielt sie in über 50 Jahren über 20.000 Predigten, die meisten in den 16 Jahren nach ihrer ersten Schlafpredigt. 1913 sagte sie, das Buch, aus dem sie während ihrer Bewusstseinsveränderungen meinte, vorzulesen, habe nur noch 14 weitere Seiten. Tatsächlich hörte ihre ungewöhnliche Predigtgabe, wie sie damit angedeutet hatte, vorübergehend auf, obwohl sich zahlreiche Zuhörer versammelt hatten.

### Alter
Karolina Utriainen galt als klug, schlicht und gesund. Ihre letzten Lebensjahre verbrachte sie bei ihrer jüngsten Tochter Anna, einer Lehrerin in Keitele. Noch im Alter von 77 Jahren ging Karolina Utriainen regelmäßig 10 km zu Fuß, nämlich von der Schule, in der ihre Tochter Lehrerin war, zu der religiösen Versammlung, an der sie teilnahm. Ihre Begründung dafür war:

„Man hat Kraft dazu, wenn der Wunsch groß genug ist.“

Im Jahre 1926 setzten ihre Bewusstseinsveränderungen plötzlich wieder ein, allerdings nur noch für wenige Male. Die Sprechweise bei ihren Schlafpredigten war im Alter ruhiger geworden.
Karolina Utriainen starb 1929 bei ihrer Tochter Anna. Sie hinterließ vier Kinder, die als lebenstüchtig galten.

## Werke
Von Karolina Utriainens Predigten existieren zahlreiche Mitschriften, ein kleiner Sammelband erreichte die 20. Auflage.
Zu nennen ist dabei Kauhea ja merkillinen uni, joka näytettiin yhdeksän vuotiaalle tyttärelle Rautalammin pitäjässä Hilda Karoliina Utriaiselle, verlegt zu Rauma 1906.
Von 21 Predigten aus dem Jahre 1913 wurden Aufzeichnungen mit einer Stenografie-Maschine gemacht und unter dem Titel Herätyssaarnoja (Erweckungspredigten) wörtlich und vollständig herausgegeben. Es handelt sich um Predigten zu den für die Sonntage vorgesehenen Perikopen, die als gute lutherische, evangelistische Predigten bewertet wurden.

## Gedenktag
14. Juli im Evangelischen Namenkalender